# Udo Horstmann (Mecenas de arte)
Udo Horstmann (* 1941 en Witten)
 es comerciante alemán, asociación artística y ejército conservador.

## Vida
Horstmann creció en Renania del Norte-Westfalia. Tras completar el servicio militar, estudió Administración de Empresas en la Universidad de Colonia.  
Posteriormente, vivió por motivos profesionales en Estados Unidos y Sudáfrica entre 1970 y 1980.  
Allí trabajó como socio clave de cooperación para Marc Rich, quien buscaba evadir los embargos de materias primas impuestos al régimen del apartheid sudafricano. La importancia de Horstmann en este contexto se reflejaba también en el hecho de que, durante las reuniones trimestrales de los altos ejecutivos de la empresa de Rich en Zúrich, se utilizaba la palabra clave “Udo” para referirse a Sudáfrica. Además, estuvo implicado en diversas operaciones de futuros sobre materias primas, relacionadas con el carbón ruso durante la Guerra Fría.

Al finalizar su labor en África a finales de los años 1980, se retiró, aunque continuó participando en consejos de administración de varias empresas. Al parecer, consideraciones fiscales motivaron su traslado en 1981 a la ciudad de Zug, en el cantón suizo del mismo nombre. Actualmente, Horstmann reside en Zug y Berlín. 

## Colección de arte no europeo
Desde la década de 1980, Horstmann comenzó a reunir colecciones de arte africano y oceánico en el mercado internacional del arte, las cuales ganaron reconocimiento mundial a través de exposiciones y publicaciones. En el marco de estas exposiciones de sus objetos coleccionados, se realizaron diversas colaboraciones con museos.
A lo largo de los años, Horstmann donó objetos de su colección a museos internacionales, entre ellos el Museo Rietberg de Zúrich, el Museum of Fine Arts de Boston y el Brooklyn Museum de Nueva York. En 1992, se realizó una donación especialmente extensa de arte sudafricano a la Johannesburg Art Gallery.
También participó en debates sociales sobre la recepción del arte no europeo, así como en cuestiones del mercado del arte y de los sistemas expositivos. Su crítica pública a la Colección Reinhard Klimmt formó parte de debates controvertidos.

## Distinciones
Por sus méritos en la preservación del patrimonio cultural francés, Udo Horstmann fue nombrado "Chevalier de l'Ordre des Arts et des Lettres" el 17 de mayo de 2016 por Audrey Azoulay, en ese entonces ministra de Cultura y Comunicación.

## Otros
Según Rainer Erler, el personaje Istvan Kaltenbach en su novela "Die Kaltenbach-Papiere" (así como en su adaptación cinematográfica) está inspirado en Udo Horstmann.